# Treno bloccato ATM serie 800

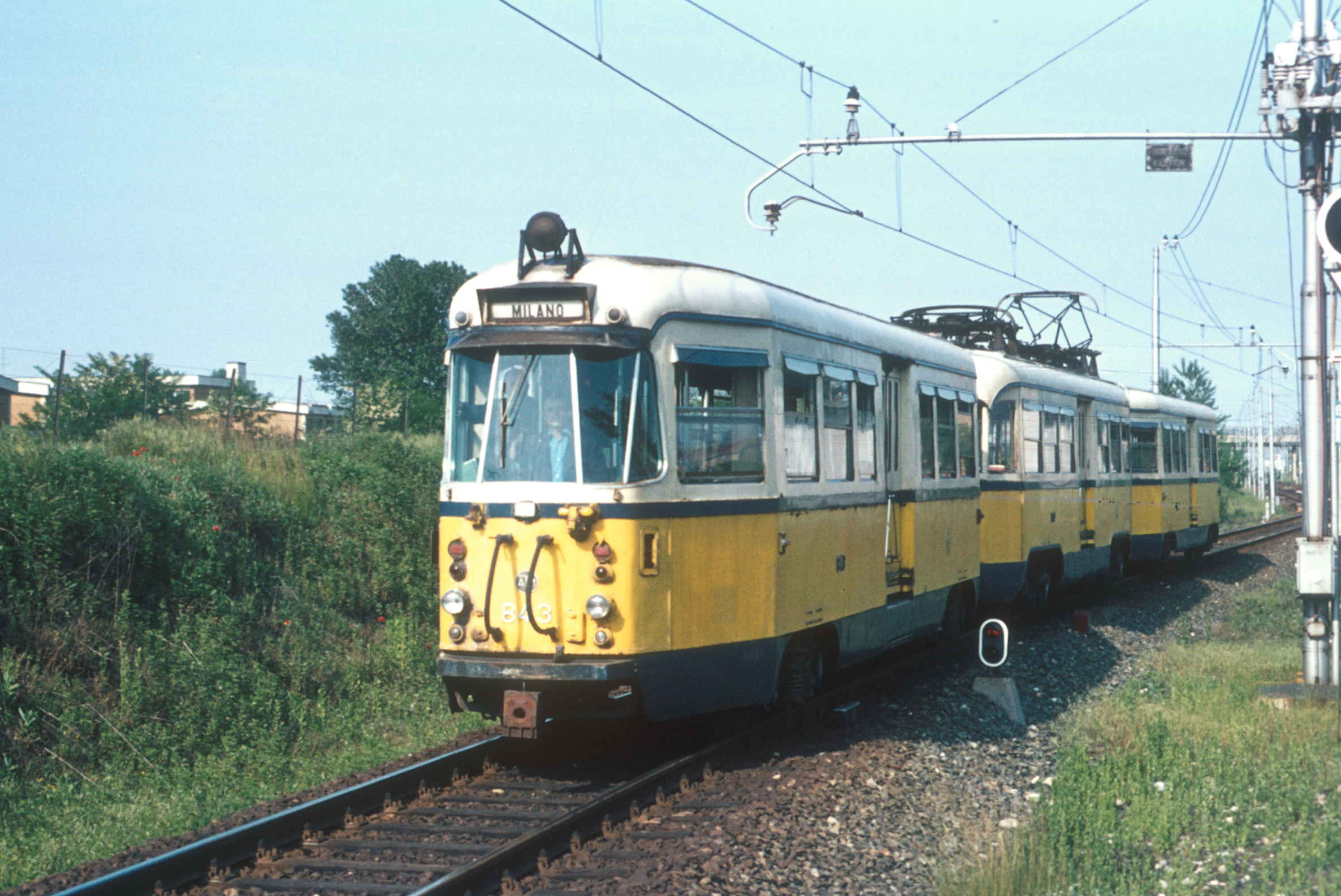
Un treno nell'originaria livrea bianco-gialla

I treni bloccati serie 800 dell'ATM di Milano erano una serie di treni tranviari bloccati, composti da tre vetture, realizzati negli anni sessanta per l'esercizio sulla "linea celere" Milano-Gorgonzola.

## Storia
Furono allestiti dal 1963 al 1965 unendo una motrice della serie 130 ÷ 139 (costruite dalle OMS nel 1941) e due rimorchiate serie 347 ÷ 358 (costruite dalle OMS nel 1950). Le motrici, originariamente a 600 V, vennero trasformate in bitensioni, per consentire l'utilizzo sulla "linea celere" elettrificata a 1200 V.
I treni si componevano di una motrice, posta in posizione centrale, inquadrata da due rimorchiate sulle quali vennero rimontate le cabine di guida.
Complessivamente vennero allestiti 10 treni; le motrici vennero numerate da 801 a 810, le rimorchiate da 831 a 850. Gli ultimi 2 treni, esauritesi le rimorchiate OMS, furono allestiti con quattro rimorchiate serie 321 ÷ 334 (costruite dalle OEFT nel 1940), con cassa allungata mediante l'inserimento di un modulo. Il primo bloccato realizzato (matricola 808) aveva le porte delle rimorchiate pilota alle estremità delle casse; a partire dal 1963 fu modificato, portando le stesse al centro.
I bloccati della serie 800 erano molto simili a quelli della serie 500, con i quali erano accoppiabili a comando multiplo.
In seguito alla trasformazione della "linea celere" nella linea 2 della metropolitana e alla chiusura della linea Villa Fornaci-Cassano (1972), 8 bloccati vennero destinati al servizio sulla linea Gorgonzola-Vaprio, rimasta isolata dal resto della rete; i due restanti furono assegnati, insieme a quelli della serie 500, alla Milano-Vimercate.
Dopo la chiusura di queste due linee, rispettivamente nel 1978 e nel 1981, quattro bloccati (801, 802, 804 e 806) vennero trasferiti sulla Milano-Carate; un altro, l'805, fu utilizzato per provare degli equipaggiamenti elettrici ad inverter e rimase ancora per diverso tempo assegnato al deposito della metropolitana di Gorgonzola, prima di essere definitivamente accantonato e successivamente demolito. 
Dal 1983 i bloccati superstiti furono sottoposti a revisione con riverniciatura in arancione, rifacimento di interni, casse e finestrini, nuove testate dei rimorchi pilota, sostituzione degli avviatori e furono privati dell'apparato a 1200 V e del comando multiplo. Inoltre, tra il 1983 e il 1986 la presa di corrente ad asta e rotella sui rimorchi a pilota fu sostituita con quella a pantografo. 
Al 2011 solo quattro convogli risultavano ancora in servizio, tutti assegnati al deposito di Desio, dove si trovano tuttora accantonati, eccetto l'unità motrice del bloccato 802, trasferita da luglio 2022 al deposito di Precotto.